# Jason Statham

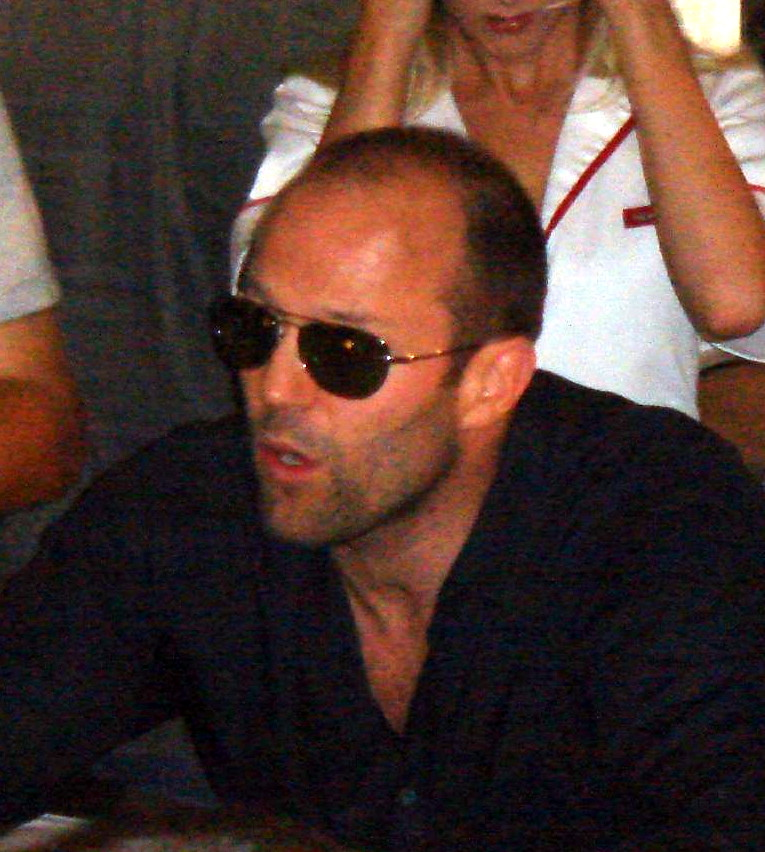
Statham in 2006

Jason Statham (Chesterfield, 26 juli 1967) is een Engels acteur, voornamelijk bekend door zijn rollen in misdaad- en actiefilms. Meestal doet hij zijn eigen stunts in zijn films.

## Biografie
Statham werd geboren als zoon van Eileen Yates en Barry Statham. Hij verhuisde naar Great Yarmouth, Norfolk. Hij speelde voetbal tijdens Grammar school (1978-1983). Statham ontwikkelde een grote interesse voor sport, in het bijzonder het schoonspringen. Dagelijks beoefende hij deze sport waarin hij meedeed aan de Gemenebestspelen 1990 en wat hem in 1992 ook een twaalfde plaats bij de wereldkampioenschappen opleverde. Tevens was hij twaalf jaar lid van de Britain's National Diving Squad. Naast het schoonspringen verdiepte hij zich in diverse vechtsporten.

### Privéleven
Hij had zeven jaar lang een relatie met model Kelly Brook, tot 2004. Sinds april 2010 heeft hij een relatie met het Victoria's Secret-model Rosie Huntington-Whiteley. Zij kondigden hun verloving aan op 10 januari 2016. Het koppel heeft samen twee kinderen.

## Carrière
Stathams carrière in de media- en entertainmentsector begon toen hij opgemerkt werd door een talent agent, die gespecialiseerd was in atleten, tijdens de training in het Crystal Palace National Sports Centre in Londen. Mede hierdoor werd hij later model voor het kledingmerk French Connection.
Tijdens zijn werk voor French Connection werd hij voorgesteld aan opkomend filmregisseur Guy Ritchie, die bezig was met de ontwikkeling van een filmproject. Hij was op zoek naar iemand die de rol van een oplichtende straatartiest kon spelen. Stathams vader was een verkoper op de zwarte markt, en aangezien Jason vaak meeging met z'n vader om te verkopen, vond Ritchie hem perfect voor de rol van "Bacon" in Ritchies eerste film, Lock, Stock and Two Smoking Barrels (1998), die een succesvolle film werd. De film werd positief ontvangen door critici en publiek en heeft Statham een flinke boost gegeven in de filmwereld. Stathams tweede samenwerking met Richie resulteerde in de film Snatch uit 2000, waarin hij de rol van "Turkish" vervulde. Acterend naast reeds bekende acteurs, waaronder Brad Pitt, Dennis Farina en Benicio Del Toro, en dankzij het succes van deze film (80 miljoen dollar omzet), was Statham in staat om door te breken in Hollywood.
Statham kreeg vanaf 2002 steeds meer rollen aangeboden. Hij werd gecast als hoofdrolspeler Frank Martin in de actiefilm The Transporter, waarin zijn ervaring met martial arts hem de mogelijkheid gaf om zijn eigen stunts te doen. Deze film kreeg twee keer een vervolg, Transporter 2 in 2005 en de derde Transporter-film in 2008. In 2005 accepteerde Statham wederom een rol in een film van Ritchie, Revolver, die een flop werd.
In 2010 verscheen Statham naast acteurs Sylvester Stallone, Arnold Schwarzenegger, Bruce Willis, Jet Li en Mickey Rourke in de film The Expendables. Statham speelt in deze film de rol van Lee Christmas, een oud-soldaat gespecialiseerd in het gebruik van aanvalsmessen. In 2011 was Statham te zien in Killer Elite. Volgens Variety is deze film gebaseerd op echte gebeurtenissen, die beschreven worden in The Feather Men, een boek van Sir Ranulph Fiennes. Statham speelt in deze film de hoofdrol, samen met Clive Owen en Robert De Niro.

## Voice-overs voor computerspellen
| Spel           | Jaar | Personage   |
| -------------- | ---- | ----------- |
| Red Faction II | 2002 | Shrike      |
| Call of Duty   | 2003 | Sgt. Waters |

- Bibsys: 3097699
- Biblioteca Nacional de España: XX1490480
- Bibliothèque nationale de France: cb14229628p (data)
- CiNii: DA18496336
- Gemeinsame Normdatei: 1017120617
- International Standard Name Identifier: 0000 0001 1925 5247
- Library of Congress Control Number: no2003003729
- Nationale Bibliotheek van Letland: 000340947
- MusicBrainz: 519fc6db-e17d-4e43-98a3-e800689c89de
- Nationale Bibliotheek van Tsjechië: xx0027350
- Nationale bibliotheek van Australië: 42191308
- Nationale Bibliotheek van Israël: 987012196451405171
- Nationale Bibliotheek van Polen: a0000001631516
- Nederlandse Thesaurus van Auteursnamen: 305959379
- Système universitaire de documentation: 066756731
- Trove: 1457079
- Virtual International Authority File: 107876545
- WorldCat: E39PBJpyqJrV8d34kGyqGhrXh3